# Урожайный (Ставропольский край)
Урожа́йный — посёлок в Предгорном районе (муниципальном округе) Ставропольского края России.
До 16 марта 2020 года входил в состав муниципального образования «Сельское поселение Тельмановский сельсовет».

## География
Расстояние до краевого центра: 120 км.
Расстояние до районного центра: 13 км.

## Население
| 1989 | 2002  | 2010  | 2014  | 2021  |
| ---- | ----- | ----- | ----- | ----- |
| 1129 | ↗1414 | →1414 | ↘1400 | ↗1534 |

По данным переписи 2002 года, в национальной структуре населения русские составляли 32 %, греки — 64 %.

## Образование
- Средняя общеобразовательная школа № 19[8]

## Кладбище
В районе улицы Центральной и переулка Полевого расположено общественное открытое кладбище площадью 25 тыс. м².

## Связь
Фиксированная связь и ADSL
Ставропольский филиал Ростелекома.
Сотовая связь 2G/3G/4G
Билайн, МТС.